# Aquaterrarium

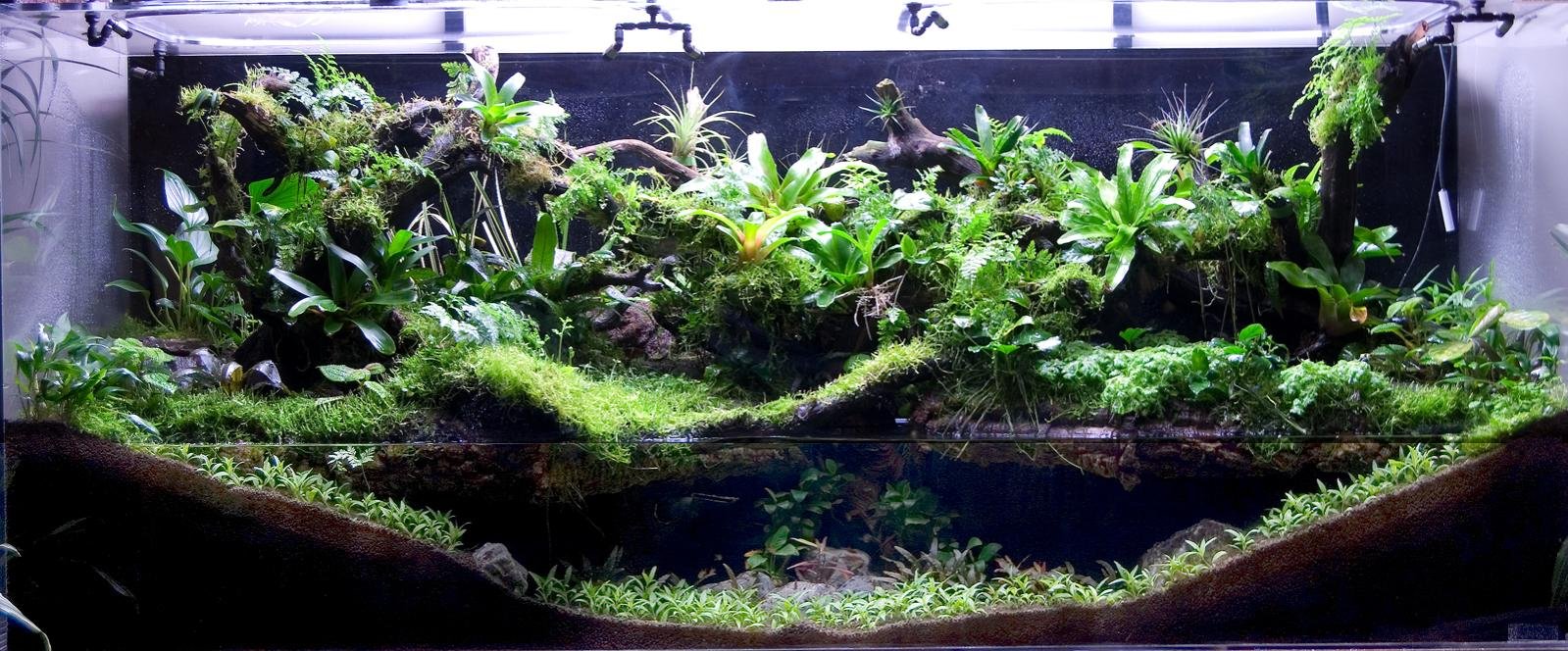
Un aquaterrarium, ou paludarium, selon qu'il est plus ou moins immergé.

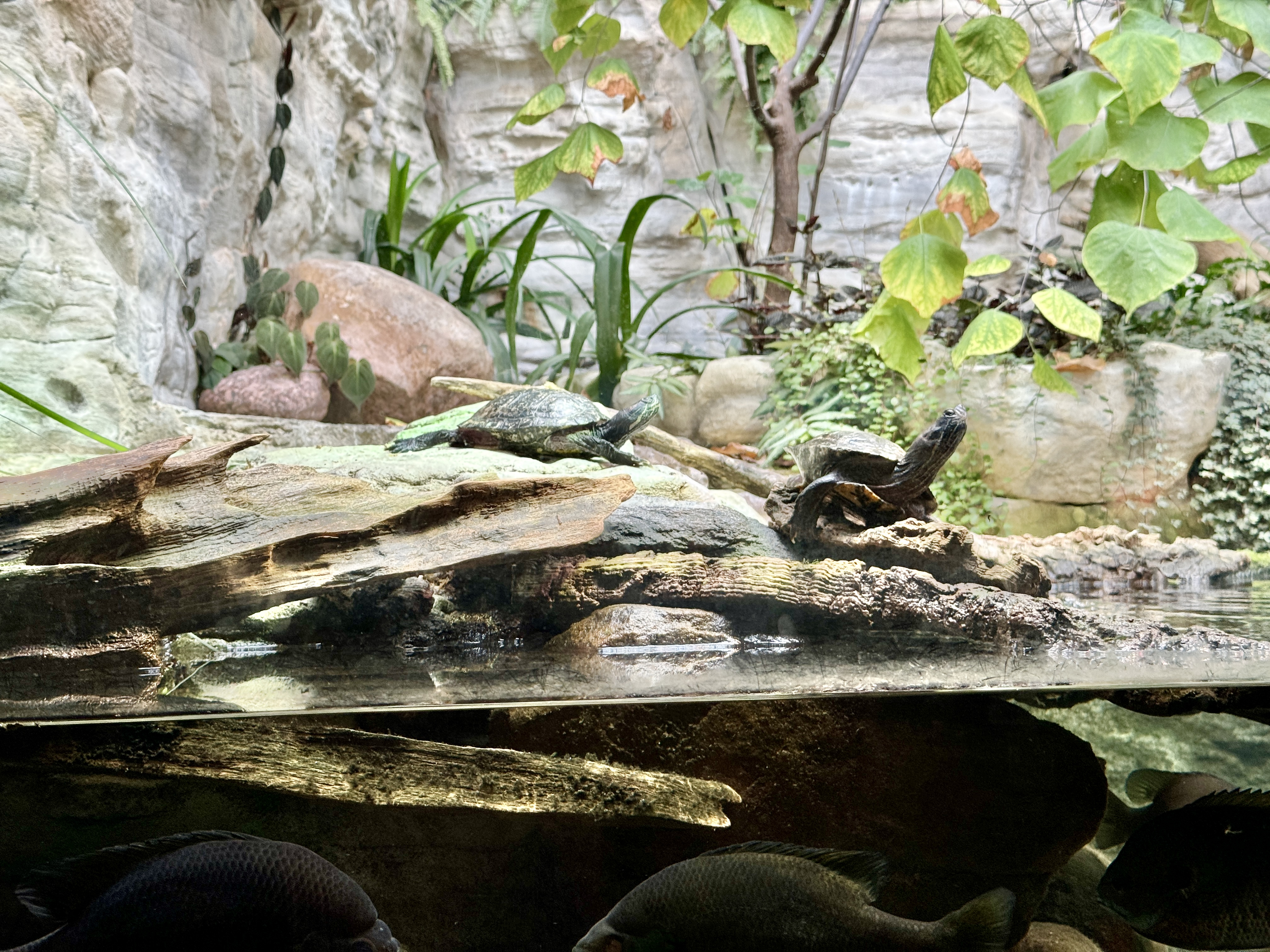
Tortues d'eau douce en aquaterrarium

Un aquaterrarium est un espace fermé rempli d'eau et de terre, imitant un biotope à la fois aquatique et terrestre ou arboricole, dans lequel des animaux et des végétaux sont gardés vivants. C'est une structure représentant un compromis entre un aquarium et un terrarium.
Le mot « Aquaterrarium » vient du latin aqua qui veut dire eau, terra qui veut dire terre et du suffixe -rium- qui signifie lieu ou structure.